# Kocham cię, Beth Cooper
Kocham Cię, Beth Cooper (I Love You, Beth Cooper) – komedia w reżyserii Chrisa Columbusa na podstawie powieści Larry’ego Doyle’a.

## Obsada
- Hayden Panettiere – Beth Cooper
- Paul Rust – Denis Cooverman
- Jack Carpenter – Rich Munsch
- Lauren London – Cammy
- Lauren Storm – Treece
- Shawn Roberts – Kevin
- Jared Keeso – Dustin
- Brendan Penny – Sean
- Marie Avgeropoulos – Valli Wooley
- Josh Emerson – Greg Saloga
- Alan Ruck – Mr. C
- Cynthia Stevenson – Mrs. C
- Pat Finn – Coach Raupp